# Prolonguripes izabalae
Prolonguripes izabalae är en insektsart som beskrevs av Desutter-grandcolas 1997. Prolonguripes izabalae ingår i släktet Prolonguripes och familjen syrsor. Inga underarter finns listade i Catalogue of Life.